# Bögölypatony
Bögölypatony (szlovákul Dolná Potôň)  Diósförgepatony településrésze, korábban önálló falu Szlovákiában, a Nagyszombati kerületben, a Dunaszerdahelyi járásban.

## Fekvése
Dunaszerdahelytől 6 km-re északnyugatra fekszik.

## Története
Vályi András szerint "PATONY. Bögöly Patony. Magyar falu Poson Vármegyében, földes Ura Gróf Pálfy Uraság, lakosai katolikusok, és reformátusok, fekszik Förge Patonynak szomszédságában, Abányhoz fél órányira, határja 2 nyomásbéli, tiszta rozsot terem leginkább, réttye, legelője van, piatza Somorján, határját mossa Duna vize.
" 
Fényes Elek szerint "Patony (Bögöly), magyar falu, Poson vgyében: 230 kath., 130 ref. lak."
1910-ben 276, túlnyomórészt magyar lakosa volt. A trianoni békeszerződésig Pozsony vármegye Dunaszerdahelyi járásához tartozott.